# Oleg Lisogor

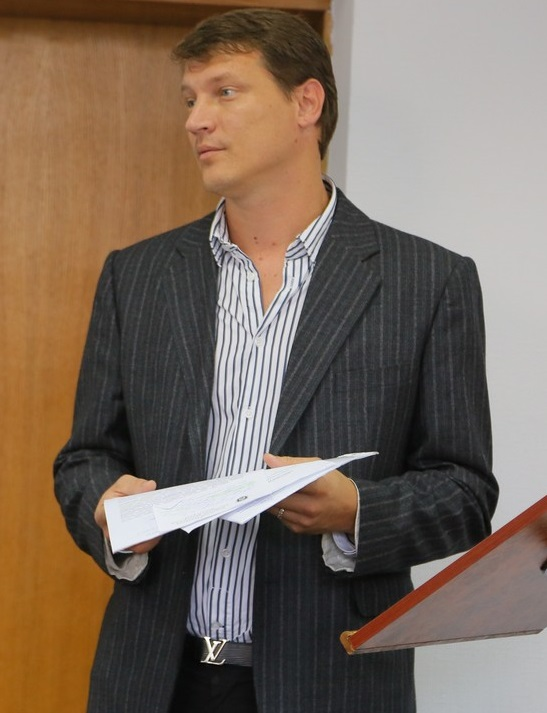

Oleg Lisogor es un nadador de origen ucraniano. Nació en Brovary, Óblast de Kiev un 17 de enero de 1979. Actualmente posee el récord mundial en los 50 m estilo braza, tanto en distancia corta con un tiempo de 26 segundos 17 centésimas realizado el 21 de enero de 2006 en la Copa del Mundo disputada en Berlín, y en distancia larga con un tiempo de 27 segundos 18 centésimas en el Campeonato de Europa también disputado en el mismo lugar y en el mismo año. Es campeón mundial de la prueba desde el 2001.
- Datos: Q708448
- Multimedia: Oleh Lisohor / Q708448